# Svatá Maxentia
Svatá Maxentia (italsky Santa Massenzia či Massenza) je podle katolické tradice matkou svatého Vigilia.

## Život a tradice

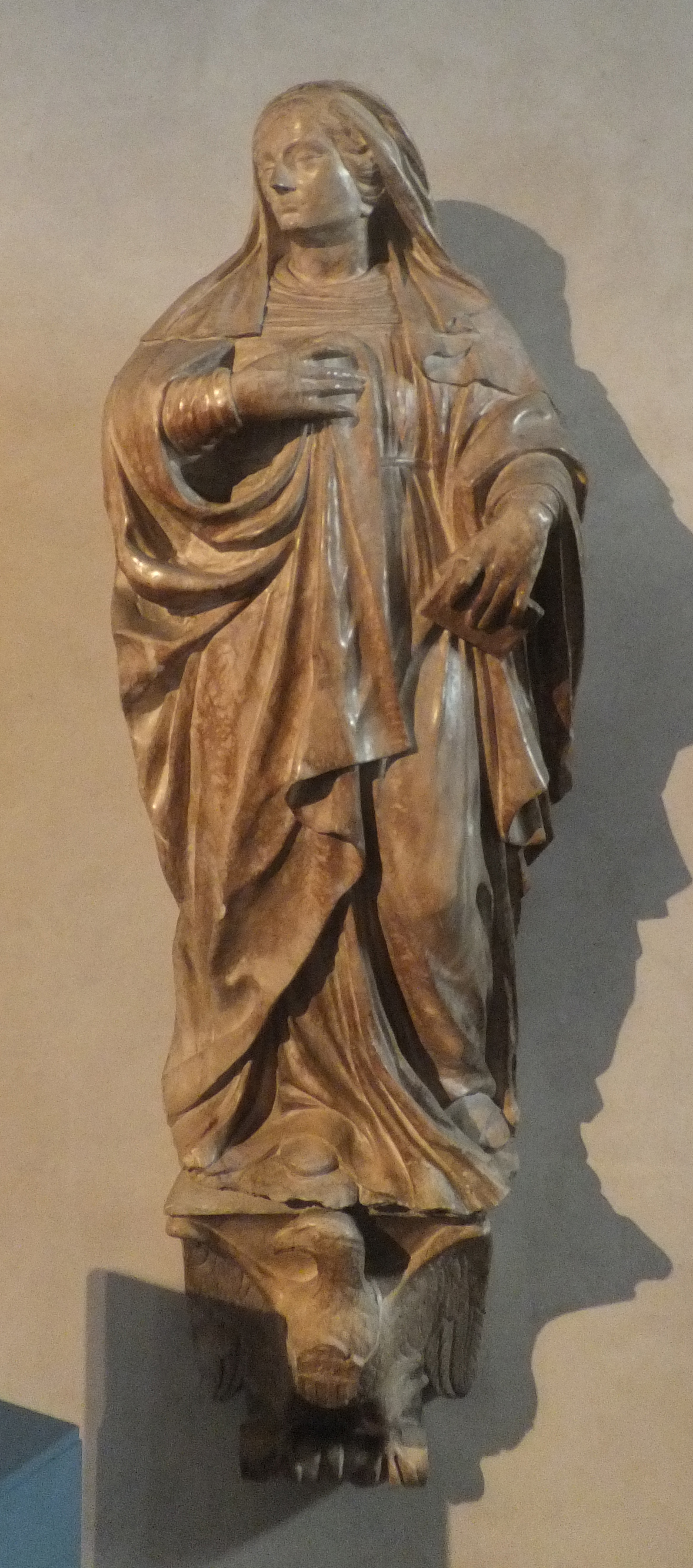
Socha od Cornelia van der Becka

Její jméno se v písemné formě poprvé objevuje v 11. století v sakramentáři Udalrica II., prvního knížete-biskupa tridentského. Zde je uvedena mezi mučednicemi pannami a v liturgickém kalendáři je její jméno zařazeno ke 30. dubnu. Biskup z Trenta Altmann von Lurngau nechal ostatky mučednice přivést od jezera Toblino do krypty předrománské baziliky v Trentu a umístit v blízkosti ostatků svatého Vigilia. Tím nepřímo poukazuje na uznání vazeb obou světců. Jako matka Vigiliova je Maxentia výslovně uvedena v kalendáři vydaném trentinským biskupem Adalpretem II. Odporující si role lze vysvětlit rozdílným výkladem zkratek Vi. a  ma., kde mohou znamenat Vigilii mater (matka Vigiliova) stejně jako virgo e martyr (panna a mučednice). Životopis svaté Maxentie sepsal v roce 1250 dominikánský kronikář Bartolomeo z Trenta ve spise Liber epilogorum in gesta sanctorum.
Podle jeho výkladu, založeném na ústním podání, pocházela svatá Maxentia z urozené římské rodiny z rodu císaře Maxentia za vlády císařů Joviána a Valentiniana I. Brzy ovdověla a po návratu syna Vigilia ze studií z Athén odjela spolu s dalšími syny Claudianem a Magorianem z Říma do Trenta. Po ukamenování Vigilia na okraji Gardského jezera se uchýlila nedaleko do vesničky Maianum na břehu jezera Toblino. Zde činila zázraky až do 30. dubna neznámého roku začátku 5. století, kdy zemřela.

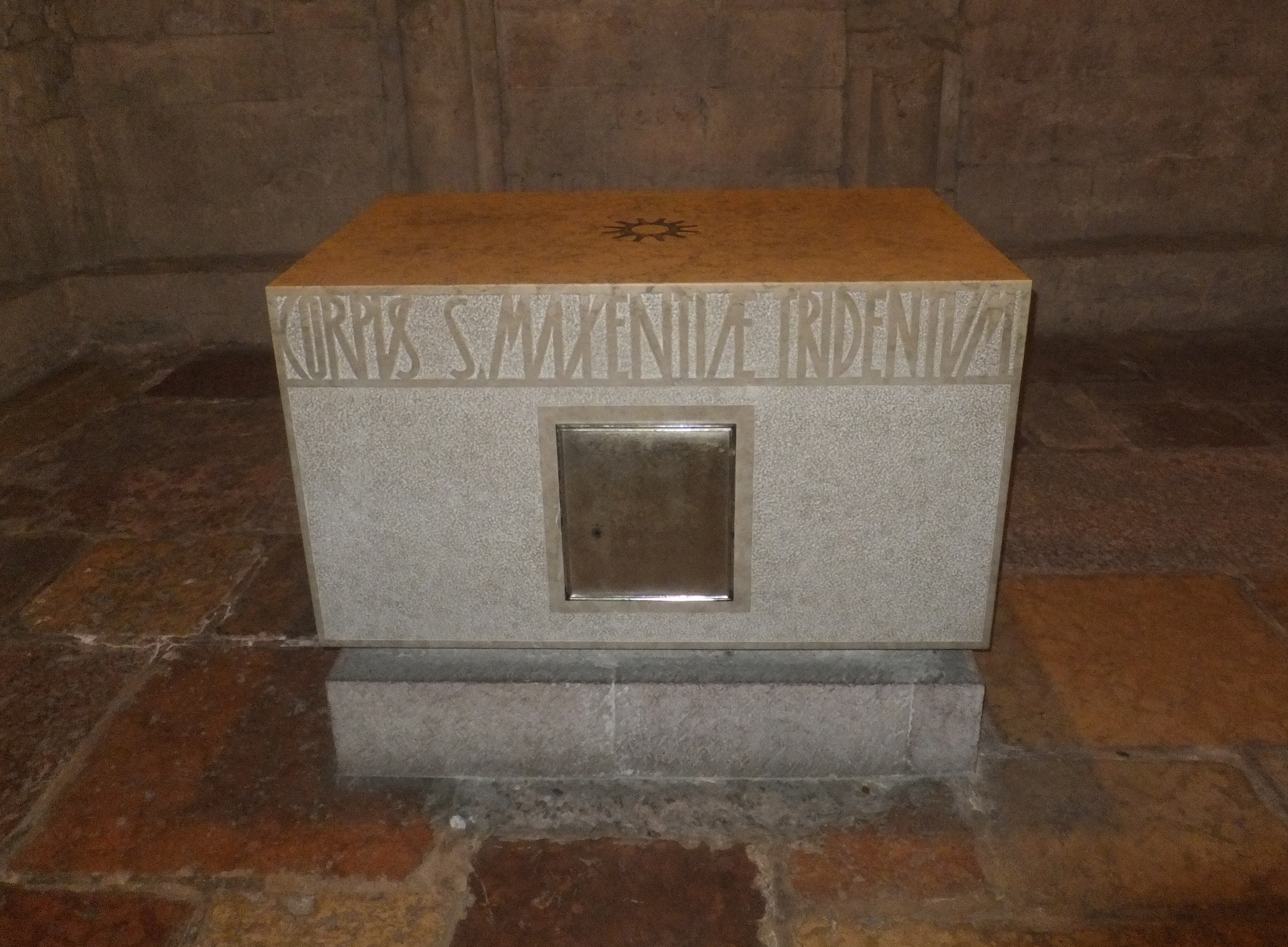
Její ostatky v trentinském chrámu svatého Vigilia

V obecném povědomí Italů postavení svého syna nedosahuje. Patří mezi málo známé světce a ani v Tridentsku její popularita významně nepřesahuje dolní údolí řeky Sarca. Kostel zasvěcený svaté Maxentii byl postaven v místě jejího skonu ve vesnici Maiano již ve 12. století. Ves byla v roce 1544 přejmenována na Santa Massenza. Jméno Santa Massenza dostalo i jezero, sousedící s jezerem Toblino. V roce 1957 zde byla uvedena do provozu vodní elektrárna Santa Massenza s unikátním systémem sběru horských vod, která byla v době dostavby nejvýkonnější vodní elektrárnou v Itálii. Nejvýznamnějším pomníkem svaté Maxentii je tak technické dílo.